# Campanário de São Marcos

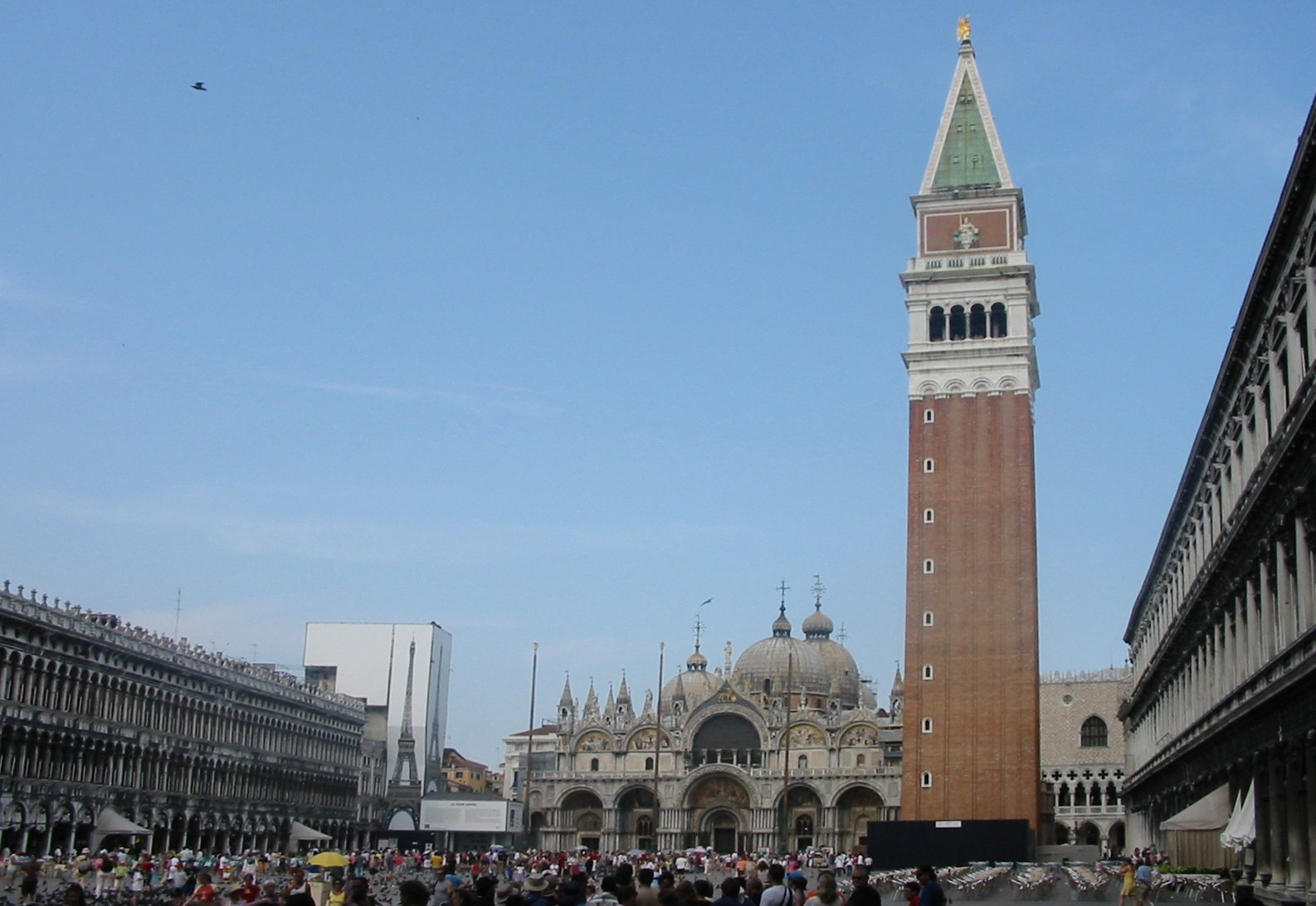
Praça de São Marcos, com o campanário.

O Campanário de São Marcos é o campanário da Basílica de São Marcos em Veneza, situado na praça do mesmo nome. É um dos símbolos da cidade de Veneza.
A torre tem 98,6 m de altura e fica num canto da praça, perto da entrada da basílica. As suas formas são simples, e o seu corpo principal é uma coluna de tijolos, de 12 m de lado e 50 m de altura, sobre a qual assenta o campanário com arcos, que aloja cinco sinos. O campanário tem no topo um cubo, em cujas faces estão representados leões (o símbolo do Evangelista São Marcos) e a representação feminina de Veneza (la Giustizia: a Justiça). A torre é coroada por uma agulha piramidal, no extremo da qual se encontra um cata-vento dourado com a figura do Arcanjo Gabriel. O campanário, de cuja construção inicial do século IX nada resta hoje, tem a forma atual desde 1514. A torre que se observa hoje é uma reconstrução, que foi terminada em 1912 depois do colapso ocorrido em 1902.

## História

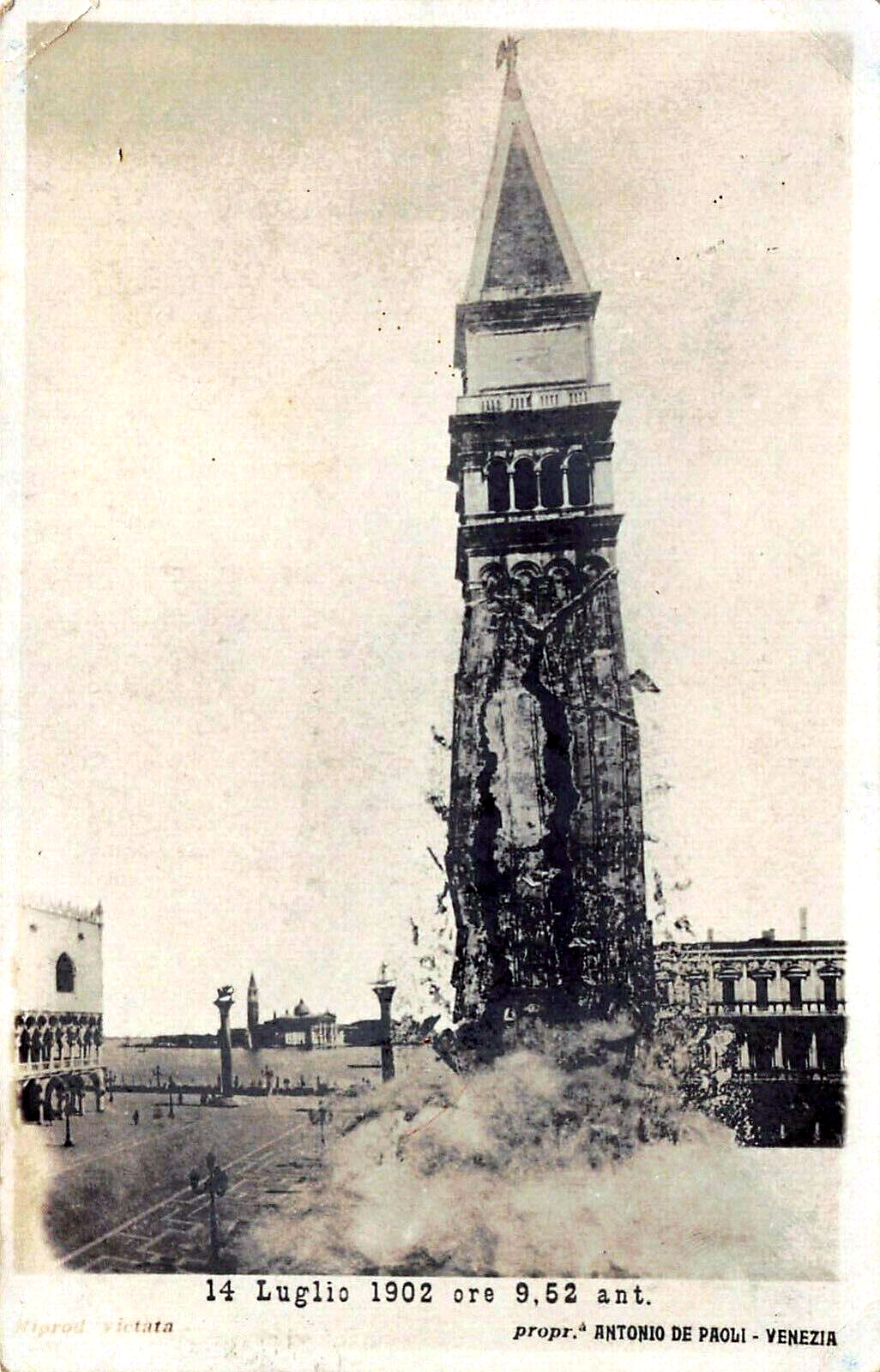
Colapso de 14 de julho de 1902.

A construção foi iniciada no século XI durante o dogado de Pietro Tribuno sobre fundações de origem romana. Foi terminada no século XII durante o dogado de Domenico Morosini. Seriamente danificado por um relâmpago em 1489 que destruiu a cúspide de madeira, assume o aspeto definitivo no século XVI graças aos trabalhos de reconstrução para reparar os danos causados pelo sismo de março de 1511. Estes trabalhos iniciados pelo arquiteto Giorgio Spavento foram depois executados sob a direção do arquiteto bergamesco Bartolomeo Bon.
Nos séculos que se seguiram houve muitas intervenções, muitas vezes para reparar estragos provocados por raios. Em 1653 foi Baldasarre Longhena que continuou a restauração. Outros se lhe seguiram depois de em 13 de abril de 1745 um raio provocar uma grande fenda. Finalmente, em 1776, o campanário foi dotado de um pára-raios. Em 1820 substituiu-se a estátua do anjo por uma nova, feita por Luigi Zandomeneghi.
Em julho de 1902, sobre a parede norte da construção, foi descoberta uma perigosa fenda que nos dias seguintes aumentou de tal modo que na manhã de segunda-feira 14 de julho às 9h47 o campanário se desmoronou. Não houve vítimas e, dada a posição da torre, os danos foram limitados em extensão. Durante a tarde o conselho comunal, reunido de urgência, decidiu a reconstrução com 500 000 liras para contribuir para os trabalhos. O sindicalista Filippo Grimani durante o discurso na ocasião da colocação da primeira pedra, em 25 de abril de 1903, pronunciou a famosa frase dov'era e com'era (onde estava e como era) que se converteu no lema da reconstrução. Os trabalhos duraram até 6 de março de 1912. O novo campanário foi inaugurado em 25 de abril de 1912 por ocasião da festa de São Marcos.

## Galeria

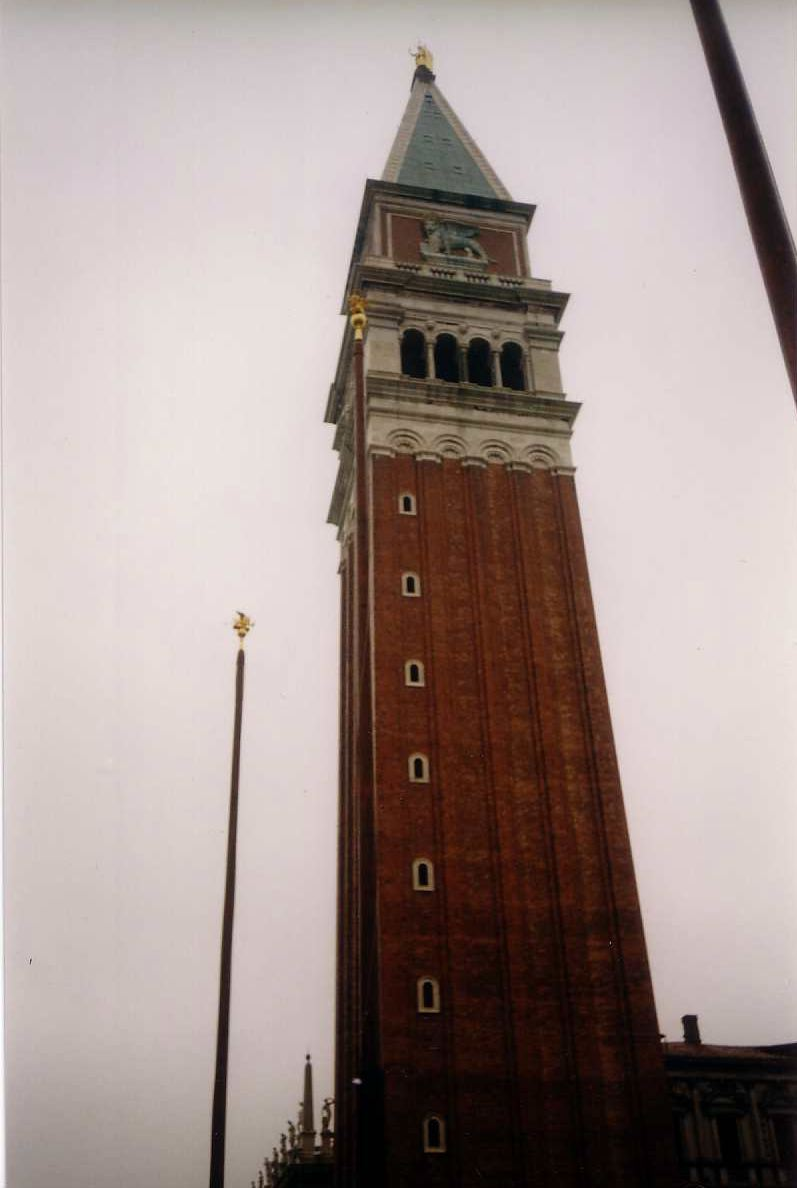
O campanário visto de oeste.
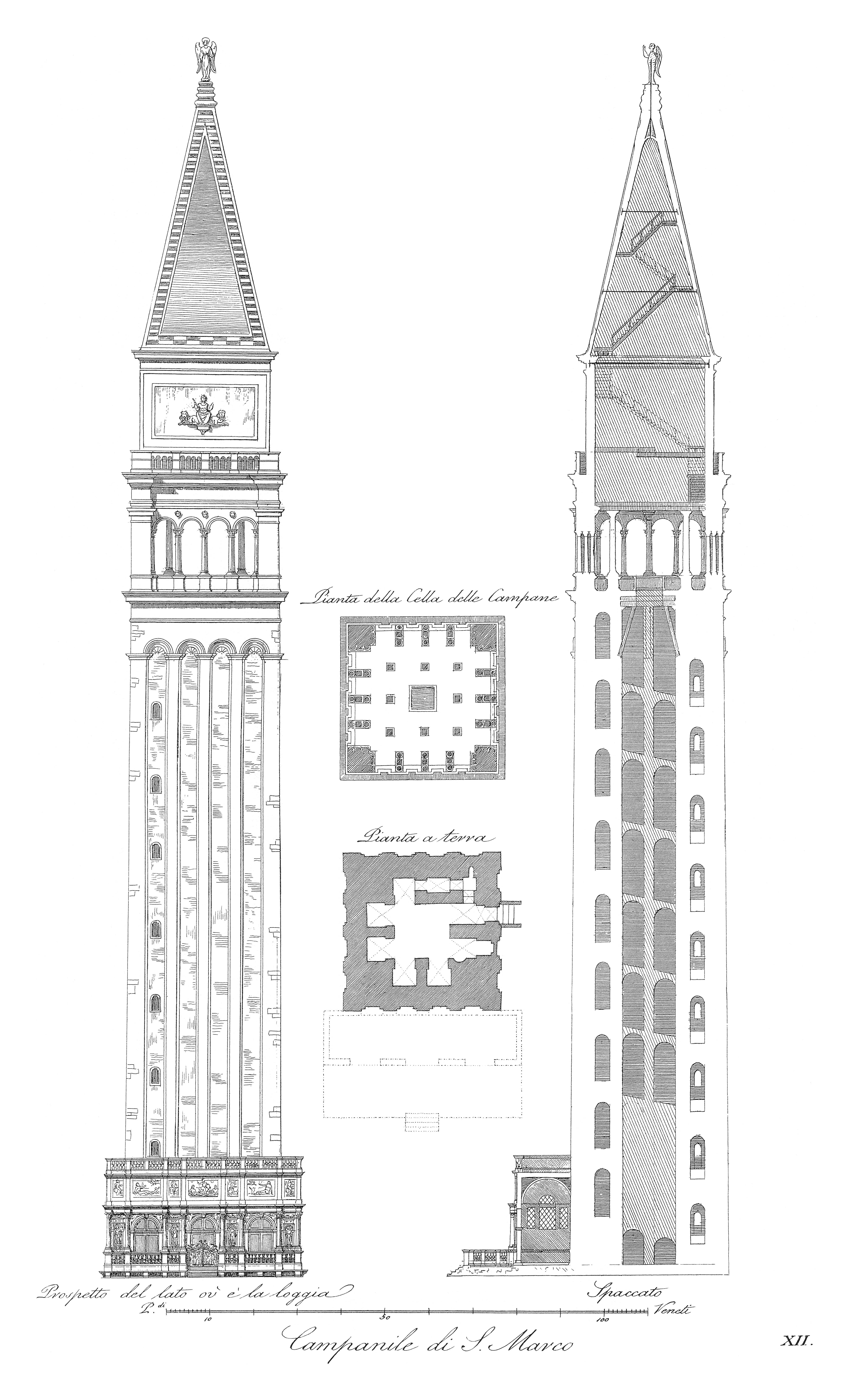
Vistas lateral e em planta antes do colapso.
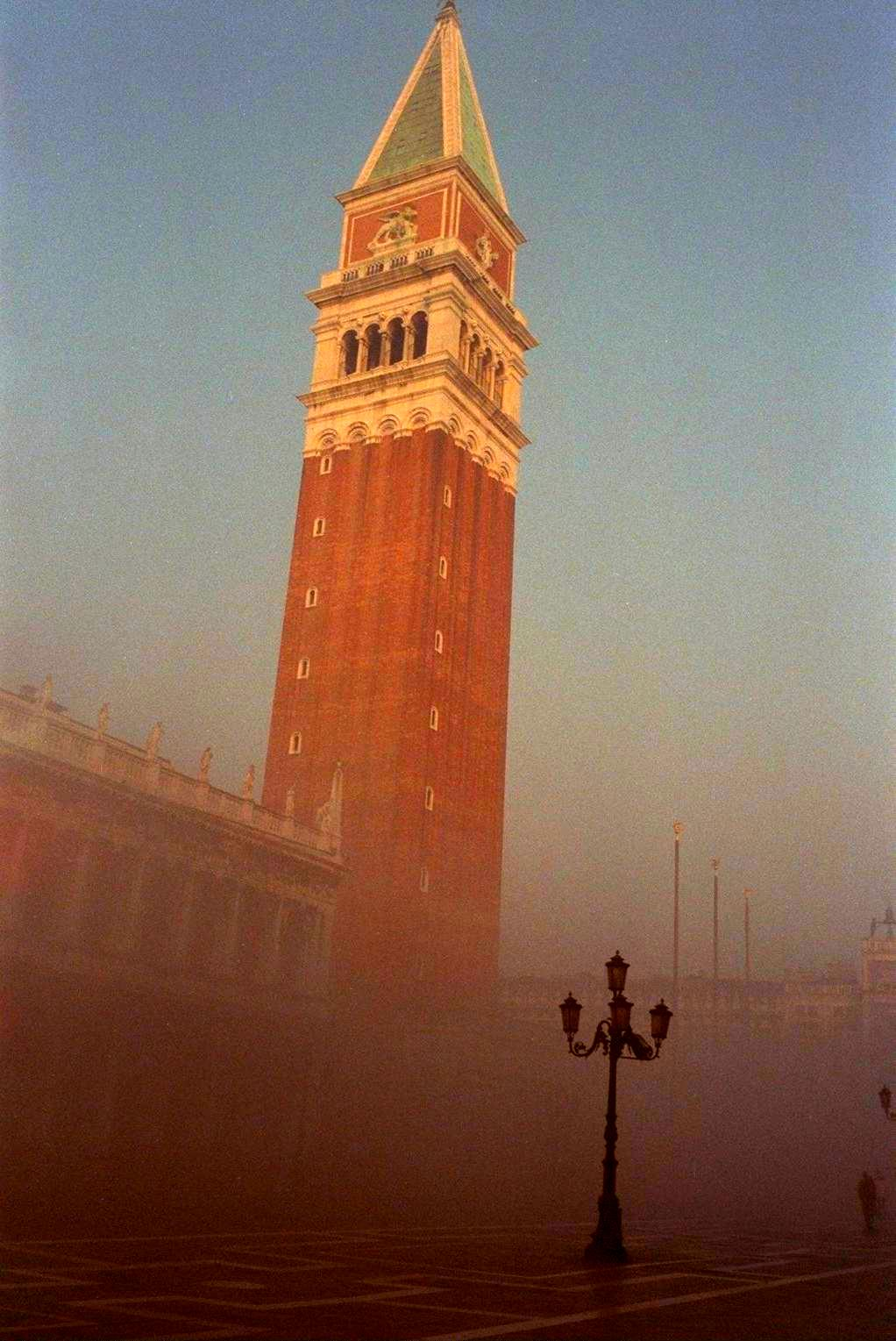
O campanário visto da praça.
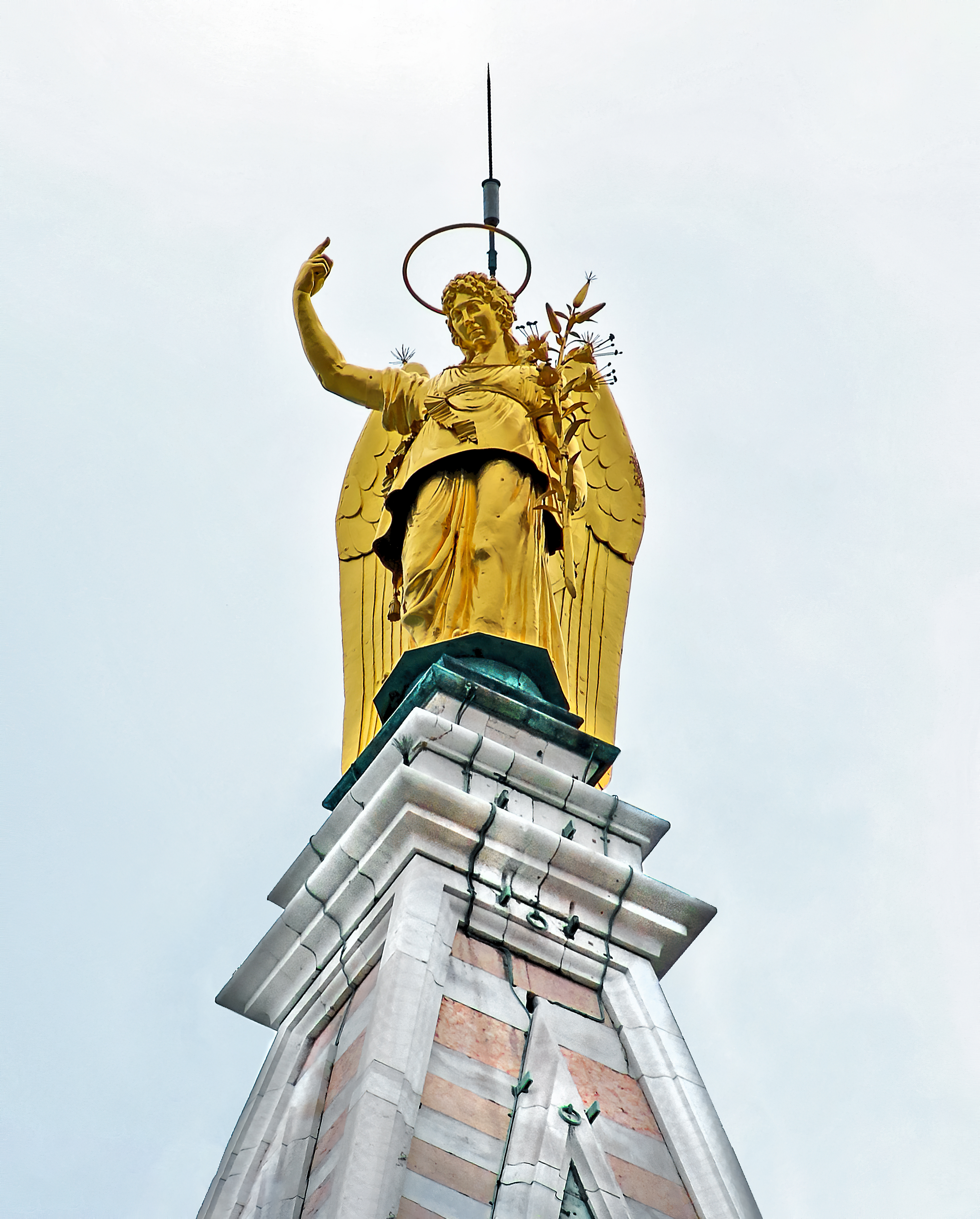
Arcanjo gabriel